# A Deeper Kind of Slumber
A Deeper Kind of Slumber – album szwedzkiej grupy muzycznej Tiamat, wydany został w 1997 roku nakładem wytwórni muzycznej Century Media Records. Nagrania zostały zarejestrowane w pierwszym kwartale 1997 roku w Woodhouse Studios w Dortmundzie. Gościnnie w nagraniach wziął udział m.in. niemiecki zespół The Inchtabokatables. W ramach promocji do utworu "Cold Seed" został zrealizowany teledysk. Płyta dotarła do 39. miejsca szwedzkiej listy sprzedaży Sverigetopplistan. Z kolei w Niemczech A Deeper Kind of Slumber uplasował się na 29. miejscu listy Media Control Charts.

## Lista utworów
Opracowano na podstawie materiału źródłowego.
| Nr. | Tytuł                       | Słowa  | Muzyka | Długość |
| --- | --------------------------- | ------ | ------ | ------- |
| 1.  | Cold Seed                   | Edlund | Edlund | 3:51    |
| 2.  | Teonanacatl                 | Edlund | Edlund | 4:17    |
| 3.  | Trillion Zillion Centipedes | Edlund | Edlund | 1:29    |
| 4.  | The Desolate One            | Edlund | Edlund | 3:43    |
| 5.  | Atlantis As a Lover         | Edlund | Edlund | 5:27    |
| 6.  | Alteration X 10             | Edlund | Edlund | 5:09    |
| 7.  | Four Leary Biscuits         |        | Edlund | 4:03    |
| 8.  | Only in My Tears It Lasts   | Edlund | Edlund | 4:47    |
| 9.  | The Whores of Babylon       | Edlund | Edlund | 3:51    |
| 10. | Kite                        |        | Edlund | 2:03    |
| 11. | Phantasma de Luxe           | Edlund | Edlund | 4:57    |
| 12. | Mount Marilyn               | Edlund | Edlund | 10:33   |
| 13. | A Deeper Kind of Slumber    | Edlund | Edlund | 5:47    |

## Twórcy
Opracowano na podstawie materiału źródłowego.

- Johan Edlund - wokal prowadzący, gitara rytmiczna, keyboard, theremin, produkcja muzyczna
- Thomas Petersson - gitara prowadząca, gitara akustyczna
- Anders Iwers - gitara basowa
- Lars Sköld - perkusja
- Birgit Zacher - wokal wspierający
- Ertugrul Coruk - flet
- Anke Eilhardt - obój
- Sami Yli-Sirniö - sitar
- The Inchtabokatables - partie smyczków (skrzypce, wiolonczela)
- Dirk Draeger - produkcja muzyczna, inżynieria dźwięku, keyboard
- Siggi Bemm - inżynieria dźwięku, miksowanie, mastering
- Fabian Richter - kierownictwo artystyczne, dizajn
- Harald Hoffmann - zdjęcia

## Wydania
| Rok  | Nr katalogowy | Format                | Wytwórnia płytowa          | Region            | Źródło |
| ---- | ------------- | --------------------- | -------------------------- | ----------------- | ------ |
| 1997 | 7880-2        | CD, Album             | Century Media Records      | Stany Zjednoczone | [ 7 ]  |
| 1997 | 77180-2       | CD, Album             | Century Media Records      | Europa            | [ 7 ]  |
| 1997 | VICP-60034    | CD, Album             | Victor Entertainment Japan | Japonia           | [ 7 ]  |
| 1997 | 77180-2       | CD, Album, Ltd, Dig   | Century Media Records      | Europa            | [ 7 ]  |
| 1997 | 77180-2       | CD, Album, Promo, Car | Century Media Records      | Niemcy            | [ 7 ]  |
| 1997 | MASS 0425     | Cass, Album           | Metal Mind Records         | Polska            | [ 7 ]  |
| 1997 | 77180-1       | LP, Album             | Century Media Records      | Niemcy            | [ 7 ]  |
| 2002 | FO207CD       | CD, Album, Dig        | Фоно                       | Rosja             | [ 7 ]  |
| 2007 | 8386-2        | CD, Album, RE, Enh    | Century Media Records      | Europa            | [ 7 ]  |
| 2007 | 77686-8       | CD, Album, RE, Enh    | Century Media Records      | Stany Zjednoczone | [ 7 ]  |